# Liste der Baudenkmale in Thames
Die Liste der Baudenkmale in Thames umfasst alle vom New Zealand Historic Places Trust (NZHPT) als „Historic Place“ oder „Historic Area“ eingestuften Baudenkmale und Flächendenkmale der neuseeländischen Ortschaft Thames. Die Angaben stammen aus dem Register des NZHPT. Die Bezeichnungen der Baudenkmale orientieren sich an diesem Register. In die Liste werden auch bekannte Wahi Tapu (Area), kulturell und religiös bedeutsame Stätten und Gebiete der Māori, aufgenommen. Sie werden jedoch meist nicht publiziert.

| Bild                    | Bezeichnung                            | Ort    | Anschrift                                                   | Beschreibung                                          | Bauzeit    | Eintrag           | Nummer | Kat. |
| ----------------------- | -------------------------------------- | ------ | ----------------------------------------------------------- | ----------------------------------------------------- | ---------- | ----------------- | ------ | ---- |
| BW                      | A & G Prices Foundry                   | Thames | 208 Beach Road Karte                                        | Gießerei                                              | 1880–1890  | 28. Juni 1990     | 0128   | 1    |
| weitere Bilder          | Brian Boru Hotel                       | Thames | 200 Richmond Street Karte                                   | Hotel                                                 | 1904       | 28. Juni 1990     | 0129   | 1    |
| weitere Bilder          | St James’ Union Church                 | Thames | 202-204 Pahau Street and Pollen Street Karte                | Kirche                                                | 1898       | 22. November 1984 | 0131   | 1    |
| weitere Bilder          | School of Mines Buildings              | Thames | 101 Cochrane Street, Brown Street und Davey Street Karte    | Bergschule                                            | 1869       | 22. November 1084 | 0132   | 1    |
| weitere Bilder          | Thames North School (ehemalige)        | Thames | 600 Tararu Road, Tararu Karte                               | Schule (ehemalige), heute Kunstzentrum                | 1877       | 15. Februar 1990  | 0133   | 1    |
| weitere Bilder          | St George’s Church                     | Thames | Mary Street and Mackay Street Karte                         | anglikanische Kirche                                  | 1872       | 28. Juni 1990     | 0721   | 1    |
| BW                      | Queen of Beauty Mine Pump Quadrants    | Thames | Cochrane Street Karte                                       | Stahlteile einer Pumpe zur Wasserhaltung im Bergbau   | 1898       | 15. Februar 1990  | 4682   | 1    |
| weitere Bilder          | Former Cornwall Arms Hotel (now Club)  | Thames | 407 Cochrane Street Karte                                   | Hotel, heute Clubhaus                                 | n.a.       | 25. November 1982 | 0702   | 2    |
| weitere Bilder          | Holy Trinity Church (Anglican)         | Thames | Parawai Road Karte                                          | Kirche, anglikanische                                 | n.a.       | 2. November 1982  | 0705   | 2    |
| BW                      | Marshall House (Former)                | Thames | 210 Parawai Road Karte                                      | Wohnhaus                                              | n.a.       | 25. November 1982 | 0706   | 2    |
| BW                      | House                                  | Thames | 727 Tararu Road Karte                                       | Wohnhaus                                              | n.a.       | 25. November 1982 | 0709   | 2    |
| BW                      | House                                  | Thames | 746 Tararu Road Karte                                       | Wohnhaus                                              | n.a.       | 25. November 1982 | 0710   | 2    |
| BW                      | House                                  | Thames | 750 Tararu Road Karte                                       | Wohnhaus                                              | n.a.       | 25. November 1982 | 0711   | 2    |
| weitere Bilder          | Junction Hotel                         | Thames | 700 Pollen Street, Pahau Street und 101 Martha Street Karte | Hotel                                                 | n.a.       | 25. November 1982 | 0712   | 2    |
| weitere Bilder          | Lady Bowen Hotel                       | Thames | 501 Brown Street Karte                                      | Hotel                                                 | n.a.       | 25. November 1982 | 0713   | 2    |
| weitere Bilder          | Pillar Box (VR type)                   | Thames | Willoughby Street und Pollen Street Karte                   | Briefkasten                                           | n.a.       | 25. November 1982 | 9791   | 2    |
| weitere Bilder          | Public Library                         | Thames | Queen Street und Davy Street Karte                          | Bibliothek                                            | n.a.       | 25. November 1982 | 0718   | 2    |
| weitere Bilder          | Railway Station                        | Thames | Queen Street Karte                                          | Bahnhof                                               | n.a.       | 25. November 1982 | 0719   | 2    |
| weitere Bilder          | St James’ Union Church Hall            | Thames | 202-204 Pahau Street und Pollen Street Karte                | Gemeindesaal                                          | n.a.       | 25. November 1982 | 0722   | 2    |
| weitere Bilder          | St John’s Church (Anglican)            | Thames | Tararu Road, Tararu Karte                                   | Kirche, anglikanische                                 | n.a.       | 25. November 1982 | 0723   | 2    |
| weitere Bilder          | Thames/Hauraki Mine Pumphouse          | Thames | Cochrane Street Karte                                       | Pumpenhaus eines Bergwerks, heute Technikmuseum       | n.a.       | 25. November 1982 | 0724   | 2    |
| weitere Bilder          | Lady Bowen Hotel (Former)              | Thames | 506 Brown Street Karte                                      | Hotel                                                 | n.a.       | 25. November 1982 | 2667   | 2    |
| weitere Bilder          | Royal Hotel (Former)                   | Thames | Brown Street und Williamson Street Karte                    | Hotel                                                 | n.a.       | 25. November 1982 | 2668   | 2    |
| St George’s Church Hall | St George’s Church Hall                | Thames | Mackay Street Karte                                         | Gemeindesaal der anglikanischen Kirche                | n.a.       | 25. November 1982 | 2672   | 2    |
| BW                      | Shop Frontage                          | Thames | 758 Pollen Street Karte                                     | Ladenfassade                                          | n.a.       | 25. November 1982 | 2675   | 2    |
| BW                      | Shop Frontage                          | Thames | 736 Pollen Street Karte                                     | Ladenfassade                                          | n.a.       | 25. November 1982 | 2677   | 2    |
| BW                      | Shop Frontage                          | Thames | 754 Pollen Street Karte                                     | Ladenfassade                                          | n.a.       | 25. November 1982 | 2678   | 2    |
| BW                      | Shop Frontage                          | Thames | 738-742 Pollen Street Karte                                 | Ladenfassade                                          | n.a.       | 25. November 1982 | 2679   | 2    |
| BW                      | Shop Frontage                          | Thames | 750 Pollen Street Karte                                     | Ladenfassade                                          | n.a.       | 25. November 1982 | 2680   | 2    |
| BW                      | Shop Frontage                          | Thames | 746-748 Pollen Street Karte                                 | Ladenfassade                                          | n.a.       | 25. November 1982 | 2681   | 2    |
| BW                      | Shop Frontage                          | Thames | 726 Pollen Street Karte                                     | Ladenfassade                                          | n.a.       | 25. November 1982 | 2682   | 2    |
| BW                      | Shop Frontage                          | Thames | 724 Pollen Street Karte                                     | Ladenfassade                                          | n.a.       | 25. November 1982 | 2683   | 2    |
| BW                      | Shop Frontage                          | Thames | 714 Pollen Street Karte                                     | Ladenfassade                                          | n.a.       | 25. November 1982 | 2684   | 2    |
| BW                      | Band Rotunda                           | Thames | Brown Street, Victoria Park Karte                           | Musikpavillon                                         | n.a.       | 19. März 1986     | 4609   | 2    |
| weitere Bilder          | Boer War Memorial                      | Thames | Brown Street, Victoria Park Karte                           | Denkmal für den Burenkrieg                            | n.a.       | 19. März 1986     | 4610   | 2    |
| BW                      | Livery Stables (Former)                | Thames | Cochrane Street Karte                                       | Ställe                                                | n.a.       | 19. März 1986     | 4624   | 2    |
| BW                      | House                                  | Thames | 200 Queen Street Karte                                      | Wohnhaus                                              | n.a.       | 19. März 1986     | 4633   | 2    |
| BW                      | Old Golden Crown Battery Building      | Thames | Brown Street Karte (ungenau)                                | Ber                                                   | 1880 (ca.) | 19. März 1986     | 4643   | 2    |
| Railway Goods Shed      | Railway Goods Shed                     | Thames | Queen Street Karte                                          | Lagerschuppen der Eisenbahn                           | n.a.       | 19. März 1986     | 4646   | 2    |
| BW                      | Saxon Shafts Pump Station              | Thames | Albert Street Karte                                         | Pumpenhaus                                            | n.a.       | 19. März 1986     | 4650   | 2    |
| weitere Bilder          | Sir Walter Scott Lodge of Light        | Thames | 415 Mackay Street Karte                                     | Freimaurerloge                                        | n.a.       | 19. März 1986     | 4652   | 2    |
| BW                      | Thames Aluminium Co. Building          | Thames | Queen Street Karte                                          | Gemeindehalle, ehemalige                              | n.a.       | 19. März 1986     | 4653   | 2    |
| weitere Bilder          | World War One Monument                 | Thames | Monument Road Karte                                         | Denkmal für den Ersten Weltkrieg                      | n.a.       | 19. März 1986     | 4658   | 2    |
| Burke Street Wharf      | Burke Street Wharf                     | Thames | Burke Street/Ferguson Drive, im Meer Karte                  | Pfähle eines verfallenen Schiffsanlegers              | n.a.       | 19. März 1986     | 4666   | 2    |
| BW                      | Thames Borough Council Office (Former) | Thames | Queen Street Karte                                          | Verwaltungsgebäude                                    | n.a.       | 19. März 1986     | 4668   | 2    |
| BW                      | Shortland Wharf                        | Thames | Jellicoe Crescent Karte                                     | Kai                                                   | n.a.       | 19. März 1986     | 4672   | 2    |
| weitere Bilder          | Thames Courthouse (Former)             | Thames | Queen Street Karte                                          | Gerichtsgebäude                                       | n.a.       | 19. März 1986     | 4981   | 2    |
| BW                      | House                                  | Thames | 306 Richmond Street, Shortland Karte                        | Wohnhaus                                              | 1860er     | 22. August 1991   | 5384   | 2    |
| BW                      | Shop Frontage                          | Thames | 710 Pollen Street Karte                                     | Ladenfassade                                          | n.a.       | 25. November 1982 | 5481   | 2    |
| BW                      | Shop Frontage                          | Thames | 720 Pollen Street Karte                                     | Ladenfassade                                          | n.a.       | 25. November 1982 | 5482   | 2    |
| Pillar Box (VR type)    | Pillar Box (VR type)                   | Thames | Mary Street und Pollen Street Karte                         | Briefkasten                                           | n.a.       | 25. November 1982 | 7242   | 2    |
| Pillar Box (VR type)    | Pillar Box (VR type)                   | Thames | Queen Street Karte                                          | Briefkasten                                           | n.a.       | 25. November 1982 | 7244   | 2    |
| BW                      | Maramarahi                             | Thames | Maramarahi Road, Totara Karte                               | Ort mit Bedeutung für die Māori                       | n.a.       | 5. September 1996 | 7331   | WT   |
| BW                      | Te Apuranginui                         | Thames | Cochrane Street und Brown Street Karte                      | Ort mit Bedeutung für die Māori                       | n.a.       | 24. Juni 2004     | 7556   | WT   |
| BW                      | Pukehue                                | Thames | 5 Kopu-Hikuai Road, Kirikiri Karte                          | Ort mit Bedeutung für die Māori                       | n.a.       | 18. Februar 2010  | 9502   | WT   |
| BW                      | Oruarangi-Paterangi                    | Thames | 135 Bond Road, Matatoki Karte                               | Ort mit Bedeutung für die Māori                       | n.a.       | 21. April 1995    | 7228   | WTA  |
| BW                      | Te Aputa Pa                            | Thames | Thames Coast Road, Te Puru Karte                            | ehemals Standort eines Pā, befestigtes Dorf der Māori | n.a.       | 30. Oktober 1997  | 7414   | WTA  |
| BW                      | Herewaka                               | Thames | 329 Parawai Road Karte                                      | Ort mit Bedeutung für die Māori                       | n.a.       | 23. Juni 2005     | 7599   | WTA  |